# William Robert Wood

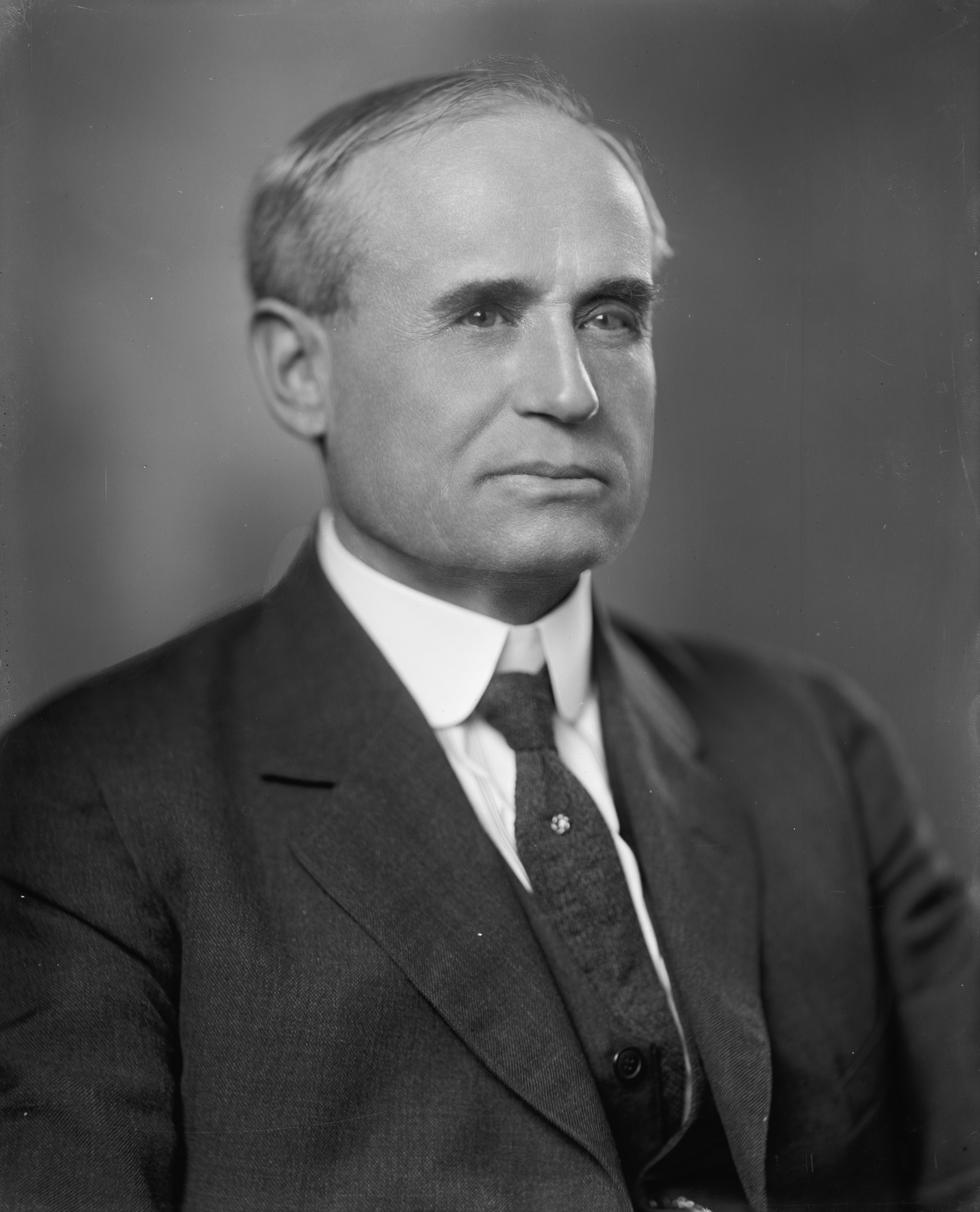
William Robert Wood

William Robert Wood (* 5. Januar 1861 in Oxford, Benton County, Indiana; † 7. März 1933 in New York City) war ein US-amerikanischer Politiker. Zwischen 1915 und 1933 vertrat er den Bundesstaat Indiana im US-Repräsentantenhaus.

## Werdegang
William Wood besuchte die öffentlichen Schulen seiner Heimat. Nach einem anschließenden Jurastudium an der University of Michigan in Ann Arbor und seiner im Jahr 1882 erfolgten Zulassung als Rechtsanwalt begann er in Lafayette in diesem Beruf zu arbeiten. Zwischen 1890 und 1894 war er Bezirksstaatsanwalt im dortigen Tippecanoe County. Politisch schloss sich Wood der Republikanischen Partei an. Zwischen 1896 und 1914 gehörte er dem Senat von Indiana an, dessen Präsident er von 1899 bis 1907 war. Außerdem leitete er zeitweise die republikanische Fraktion. In den Jahren 1912, 1916, 1920 und 1924 war er Delegierter zu den jeweiligen Republican National Conventions.
Bei den Kongresswahlen des Jahres 1914 wurde Wood im zehnten Wahlbezirk von Indiana in das US-Repräsentantenhaus in Washington, D.C. gewählt, wo er am 4. März 1915 die Nachfolge des Demokraten John B. Peterson antrat. Nach acht Wiederwahlen konnte er bis zum 3. März 1933 neun Legislaturperioden im Kongress absolvieren. In diese Zeit fielen unter anderem der Erste Weltkrieg und die Weltwirtschaftskrise. In den Jahren 1919, 1920 und 1933 wurden der 18., der 19. und der 20. Verfassungszusatz ratifiziert. Zwischen 1920 und 1933 leitete Wood das Republican National Congressional Committee. Von 1929 bis 1931 war er Vorsitzender des Haushaltsausschusses.
Bei den Wahlen des Jahres 1932 unterlag William Wood dem Demokraten Finly H. Gray. Er starb am 7. März 1933, nur vier Tage nach Ablauf seiner letzten Legislaturperiode im Kongress, während eines Besuchs in New York.